# 無双 (プロレス技)
無双（むそう）は、プロレス技の一種である。

## 概要
力皇猛のオリジナル技。2004年にGHCヘビー級王者だった小橋建太を倒すために開発。
技名の由来は世の中に2つと無い大技、そして、この技を駆使して唯一無二の存在になるという意味を込めて慣用句の「天下無双」および力皇の大相撲時代に親交の深かった武双山正士（現：藤島親方）に因み、「無双」と命名された。
使い手は力皇のほか、石森太二、熊野準、稲村愛輝など、力皇の後輩にあたる選手が多い。とくに稲村は、力皇以来で決め技として使用した選手である。

## かけ方
向かい合った相手の右脇に頭を潜り込ませて相手の腹部に右腕を回し、胴体を抱え込み、相手の背中の方に回した左手で相手の右腿を内側から抱え込み、相手の体をリフトアップして相手に体を浴びせかけるように前のめりに倒れ込み、落下させた相手の背中を叩きつける。

## 派生技
裏無双
力皇猛のオリジナル技。相手の背後に自身の体を回り込ませて背中の方から相手の左脇に頭を潜り込ませて相手の背中を右腕で抱え込み、相手の正面へと回した左手で相手の左腿を内側から掬い上げて相手の体をリフトアップして前のめりに倒れ込み、うつ伏せの状態で落下させた相手の体を叩きつける。
無双・改
力皇猛のオリジナル技。相手の背後に自身の体を回り込ませて背中の方から相手の左脇に頭を潜り込ませて相手の背中を右腕で抱え込み、体をブリッジさせて相手を後方へと反り投げて後頭部や背中を叩きつける。
天下無双
力皇猛のオリジナル技。向かい合った相手の喉を右手で鷲掴みにして左手で掴んで持ち上げた相手の右腕を自身の首の後ろに回し、相手の背中の方に回した左手で相手の右腿を内側から抱え込み、相手の体をリフトアップして相手に体を浴びせかけるように前のめりに倒れ込み、落下させた相手の背中を叩きつける。
風無双
石森太二のオリジナル技。相手と距離をとって相撲の立ち合いをするように体勢を低くして、こちらを向いた相手の方に向かって突進して相手の懐に体を潜り込ませながら相手の腹部に右腕を右腿の裏に左手を、それぞれ回し、相手の体を肩の高さまでリフトアップして相手に体を浴びせかけるように前のめりに倒れ込み、落下させた相手の背中を叩きつける。
ハリケーン・クランチ
太陽ケアのオリジナル技。 相手をアトミック・ドロップの体勢で肩の高さまで担ぎ上げて自身の体だけを右方向へと180度捻って相手の胴体に左腕を引っ掛けて、相手の体を浴びせかけるように前のめりに倒れ込み、落下させた相手の後頭部や背中を叩きつける。